# 20690 Крівелло
20690 Крівелло (20690 Crivello) — астероїд головного поясу, відкритий 4 листопада 1999 року.
Тіссеранів параметр щодо Юпітера — 3,258.